# TV Difusora Sul
TV Difusora Sul (também conhecida como TV Difusora Imperatriz) é uma emissora de televisão brasileira sediada em Imperatriz, cidade do estado do Maranhão. Opera no canal 7 (38 UHF digital) e é afiliada ao SBT. Faz parte do Sistema Difusora de Comunicação e integra a Rede Difusora, gerando sua programação para a cidade de Imperatriz e áreas próximas, atingindo também partes do extremo norte do Tocantins.

## História

### TV Curimã (1983-1990)
A emissora foi fundada em 1983 como TV Curimã, pelos empresários Gilberto Bomtempo e Raimundo Cabeludo (este último também sócio na TV Karajás e na TV Tropical). Na época, a emissora transmitia a programação da recém-inaugurada Rede Manchete no canal 7 VHF. Sua sede era localizada no mesmo prédio da Cultura FM (hoje Difusora FM), na Rua Simplício Moreira, no Centro da cidade. Em 23 de agosto de 1988, o presidente José Sarney outorgou concessão de geradora para a TV Curimã, que passa a ser gerenciada pelo político e ex-prefeito de Imperatriz Ribamar Fiquene, em sociedade com sua esposa, Zenira Fiquene, além de Lia Evangelista de Souza e Marcelo Rodrigues.

### TV Alvorada (1990-1992)
Em 1989, a emissora deixa a Manchete e passa a transmitir o sinal do SBT, trocando de afiliação com a TV Karajás. Em 15 de agosto de 1990, a emissora passa a se chamar TV Alvorada, e no mesmo ano, muda-se para a sua atual sede na Rua Monte Castelo, 207, moderniza seus equipamentos e contrata novos profissionais. 

### TV Difusora Imperatriz (1992-2006)
Em 1992, a TV Alvorada passa a se chamar TV Difusora Imperatriz, passando a ter operação conjunta com a TV Difusora de São Luís.

### TV Difusora Sul (2006-presente)

Logotipo da emissora entre 2006 e 2016

Em 2006, Ribamar Fiquene vende a TV Difusora Imperatriz para o Sistema Difusora de Comunicação. O novo proprietário, Edinho Lobão, arrenda a emissora para o empresário Ernani Ferraz, que renomeou-a para TV Difusora Sul, ao mesmo tempo que tornou boa parte da programação independente da matriz em São Luís, e adotou uma identidade visual distinta do canal ludovicense. Em agosto de 2007, Edinho retoma o controle da emissora, e no ano seguinte é investigado pelo Ministério Público Federal por conta do arrendamento ilegal da TV Difusora Sul.
Em março de 2016, assim como a TV Difusora São Luís, a TV Difusora Imperatriz foi arrendada pelo então deputado federal Weverton Rocha, juntamente com a Difusora FM. 4 anos depois, a emissora é adquirida pelo advogado e empresário Willer Tomaz de Sousa, que hoje detém o controle definitivo do Grupo Difusora de Comunicação. Em março de 2023, após sucessivas tentativas de estruturação da emissora, sempre com executivos de fora do estado a presidindo, seu proprietário passa o comando do Grupo a um experiente radiodifusor local, Léo Felipe.

## Sinal digital
| Canal virtual | Canal digital | Resolução de tela | Programação                                           |
| ------------- | ------------- | ----------------- | ----------------------------------------------------- |
| 7.1           | 38 UHF        | 1080i             | Programação principal da TV Difusora Imperatirz / SBT |

A emissora iniciou suas transmissões digitais em 21 de fevereiro de 2017, através do canal 38 UHF.
Transição pra o sinal digital
Com base no decreto federal de transição das emissoras de TV brasileiras do sinal analógico para o digital, a TV Difusora Sul, bem como as outras emissoras de Imperatriz, cessou suas transmissões pelo canal 7 VHF em 17 de dezembro de 2018, seguindo o cronograma oficial da ANATEL. A emissora desligou o transmissor analógico às 23h59, sem inserir o slide sobre o switch-off.

## Programas
Além de retransmitir a programação nacional do SBT, a TV Difusora Sul produz e exibe os seguintes programas:
- Bandeira 2: Jornalístico policial, com Paulo Negrão (bloco local);
- Hora D: Jornalístico, com Josafá Ramalho (bloco local);
- Mesa de Boteco: Programa musical, com Léo Costa;

Retransmitidos da TV Difusora São Luís
- Bom Dia Maranhão: Telejornal, com Keith Almeida;
- Jornal da Difusora: Telejornal, com Cristiane Moraes;
- Em Alta: Talk show, com Cristiane Moraes;
- Nossa Manhã: Programa de variedades, com Jéssica Lima;
- Maranhão Rural: Jornalístico sobre agronegócio, com Mário Porto e Nayanne Ferres

Diversos outros programas compuseram a grade da emissora e foram descontinuados:
- Alvorada Sertaneja
- Aqui Agora
- Bastidores da Noite
- Beto Mania Show
- Bom Dia Maranhão do Sul
- Bom Dia Tocantins
- Cultura na TV
- Difusora Comunidade
- Difusora Debate
- Difusora Repórter
- Difusora Rural
- Jornal da Difusora
- Noticentro
- Por Aí
- Ronda Cidadã
- Sabadão Difusora
- Show de Ofertas
- TJ Notícias
- Vida Saudável